# Grigorie Băbuș
Grigorie Băbuș (n. 3 iunie 1915, Teișani, Prahova – d. 7 februarie 2007, Mănăstirea Cheia) a fost un arhimandrit și duhovnic ortodox român, membru al organizației culturale „Rugul Aprins”.

## Date biografice
Părintele Grigorie Băbuș a urmat cursurile seminariale ale Mănăstirii Cernica, unde a fost călugărit de către unchiul său Arhimandritul Grigorie Georgescu, stareț al Mânăstirii Cheia. S-a înscris apoi la Facultatea de Teologie Ortodoxă a Universității din București. A absolvit cursurile împreună cu Teoctist Arăpașu și Sofian Boghiu care i-au fost colegi de facultate. De-a lungul întregii sale vieți a legat o strânsă prietenie cu Teoctist Arăpașu care l-a denumit „Patriarhul Cărții”. Grigorie Băbuș a fost slujitor al Catedralei Patriarhale din București ca ierodiacon, cântăreț și ieromonah. Ulterior, a fost directorul fondator al Bibliotecii Sfântului Sinod din București din cadrul Mănăstirii Antim la inițiativa Patriarhului Justinian. Aici a lucrat împreună cu prietenul său, Arhimandritul Bartolomeu Anania. În anul 1950 a fost hirotesit protosinghel de către episcopul-vicar patriarhal Teoctist Arăpașu. Patriarhul Justinian l-a hirotesit pe Grigorie Băbuș ca arhimandrit la data de 25 martie 1956.

### Rugul Aprins
Ca urmare a apartenenței sale la organizația „Rugul Aprins”, alături de mari duhovnici și intelectuali ai României (Dumitru Stăniloae, Radu Gyr, Teodor M. Popescu și mulți alții), Grigorie Băbuș a fost arestat de către securitatea comunistă împreună cu principalii lideri ai grupării și a îndurat ani de temniță grea la Închisoarea Aiud și Jilava. După eliberarea sa, în anul 1964, Grigorie Băbuș se stabilește la Mănăstirea Antim. În 2006 se retrage la Mănăstirea Cheia unde moare la vârsta de 93 de ani, la data de 7 februarie 2007.

## Scrieri
- Izvoare liturgice și pastorale, Editura Cristiana, 2002, ISBN 978-973-8125-19-3
- Bibliografia tipăriturilor psaltice ale lui Anton Pann, Editura Cristiana, București, 2002, ISBN 973-8125-16-2
- Lumina pentru suflet - predici.